# 真夏のミステリー特番 謎解きはスカパー!の中で
『真夏のミステリー特番 謎解きはスカパー!の中で』は、スカパー!が制作し、BSスカパー!で放送されているテレビ番組。
スカパーの基本パックにて放映されているミステリーについて、その謎解きを解明していく。特番として、2016年8月7日に放送された。

## 出演者
- MC：市川紗椰
- パネラー
  - やくみつる
  - JAGUAR
  - 小島よしお
  - カズレーザー(メイプル超合金)